# Henryk Spodzieja
Henryk Spodzieja, deutsch Heinrich Spodzieja (* 22. März 1919 in Königshütte; † 27. Juni 1975 in Bielsko-Biała), war ein polnischer Fußballspieler.

## Karriere

### Vereine
Spodzieja wurde als Staatsbürger des Deutschen Reichs geboren und auf den Namen Heinrich getauft. Er bekam erst mit dem Anschluss Ostoberschlesiens an Polen 1922 als Dreijähriger wie alle Einwohner der betroffenen Region die polnische Staatsangehörigkeit, er wurde fortan in den Personalpapieren als Henryk geführt. Als Jugendlicher trat er dem lokalen Verein KS Chorzów bei. 1935 wechselte er zum Spitzenclub AKS Chorzów, der mit ihm als Stürmer 1937 polnischer Vizemeister wurde.
Unter der deutschen Besatzung trug er sich mit dem Vornamen Heinrich in die deutsche Volksliste ein, er bekam auf diese Weise die Spielberechtigung für die deutschen Gauligen. Er blieb seinem Verein treu, der in Germania Königshütte umbenannt wurde. Am Saisonende 1941/42 gewann er mit der Germania die regionale Meisterschaft in der Gauliga Oberschlesien. In der Saison 1942/43 spielte er als Soldat der Wehrmacht für den Militärsportverein LSV Reinecke Brieg, mit dem er am Saisonende ebenfalls die regionale Meisterschaft in der Gauliga Niederschlesien gewann. Aufgrund der regionalen Erfolge in den Jahren 1942 und 1943 kam er in jeweils einem Spiel um die Deutsche Meisterschaft zum Einsatz. Er debütierte am 24. Mai 1942 im Wiener Praterstadion bei der 0:1-Achtelfinalniederlage gegen den First Vienna FC. Gegen diese Mannschaft unterlag er auch mit dem LSV Reinecke Brieg im Breslauer Sportpark Grüneiche ebenfalls im Achtelfinale, jedoch mit 0:8 deutlicher. Im Wettbewerb um den Tschammerpokal war für ihn und seine Mannschaft sowohl am 13. Juli 1941, als auch am 19. Juli 1942, bereits in der 1. Runde Schluss. Gegen den LSV Adler Deblin gelang ihm bei der 3:5-Niederlage mit dem Treffer zur 3:1-Führung sein einziges Tor im Pokalwettbewerb. 
1943 wurde die Luftwaffeneinheit Spodziejas ins Generalgouvernement Polen verlegt, er spielte für den Militärclub LSV Mölders Krakau in der Gauliga Generalgouvernement und gewann mit ihm den Bernsteinpokal.
Nach dem Krieg spielte er wieder für seinen alten Verein, der von 1948 bis 1950 Budowlani Chorzów hieß.

### Nationalmannschaft
Spodzieja bestritt neun Länderspiele für die polnische Nationalmannschaft, für die er am 31. August 1947 in Prag bei der 3:6-Niederlage gegen die Nationalmannschaft der Tschechoslowakei debütierte. Seine ersten beiden von insgesamt drei Toren erzielte er am 17. September 1947 in Helsinki beim 4:1-Sieg über die Nationalmannschaft Finnlands mit den Treffern zum 3:1 in der 59. und zum 4:1 in der 79. Minute. Seinen letzten Einsatz als Nationalspieler hatte er am 10. Juli 1949 in Debrecen bei der 2:8-Niederlage gegen die Nationalmannschaft Ungarns.

## Erfolge
- Polnischer Vizemeister 1937
- Gaumeister Schlesien 1941
- Gaumeister Oberschlesien 1942
- Gaumeister Niederschlesien 1943
- Bernsteinpokal 1943